# Pinus
Pinus es un género de plantas vasculares (generalmente árboles y raramente arbustos), comúnmente llamadas pinos, pertenecientes al grupo de las coníferas y, dentro de este, a la familia de las Pinaceae, que presentan una ramificación frecuentemente verticilada y más o menos regular.

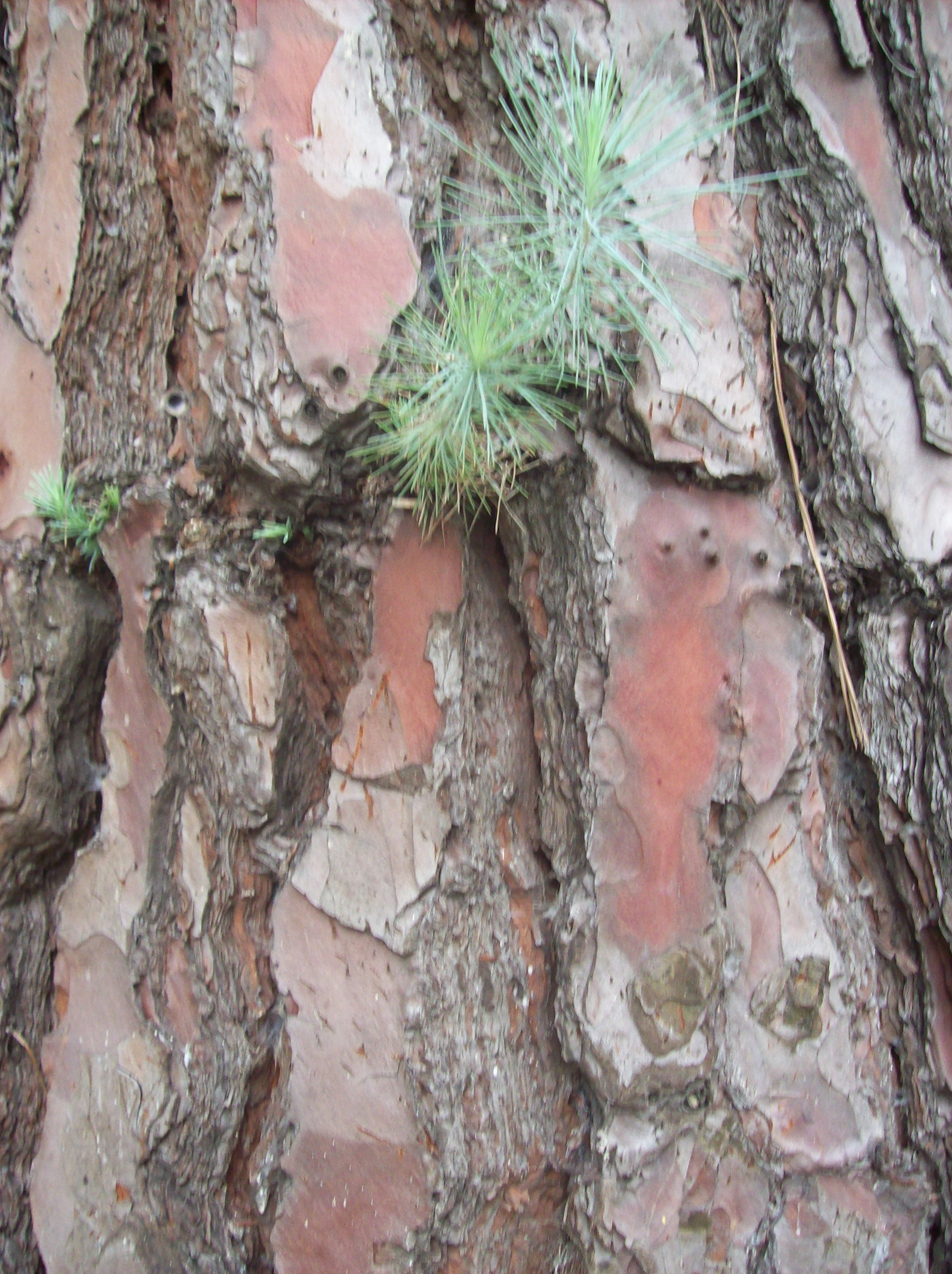
Detalle de la corteza agrietada de un ejemplar de Pinus canariensis adulto. Se observan brotes.

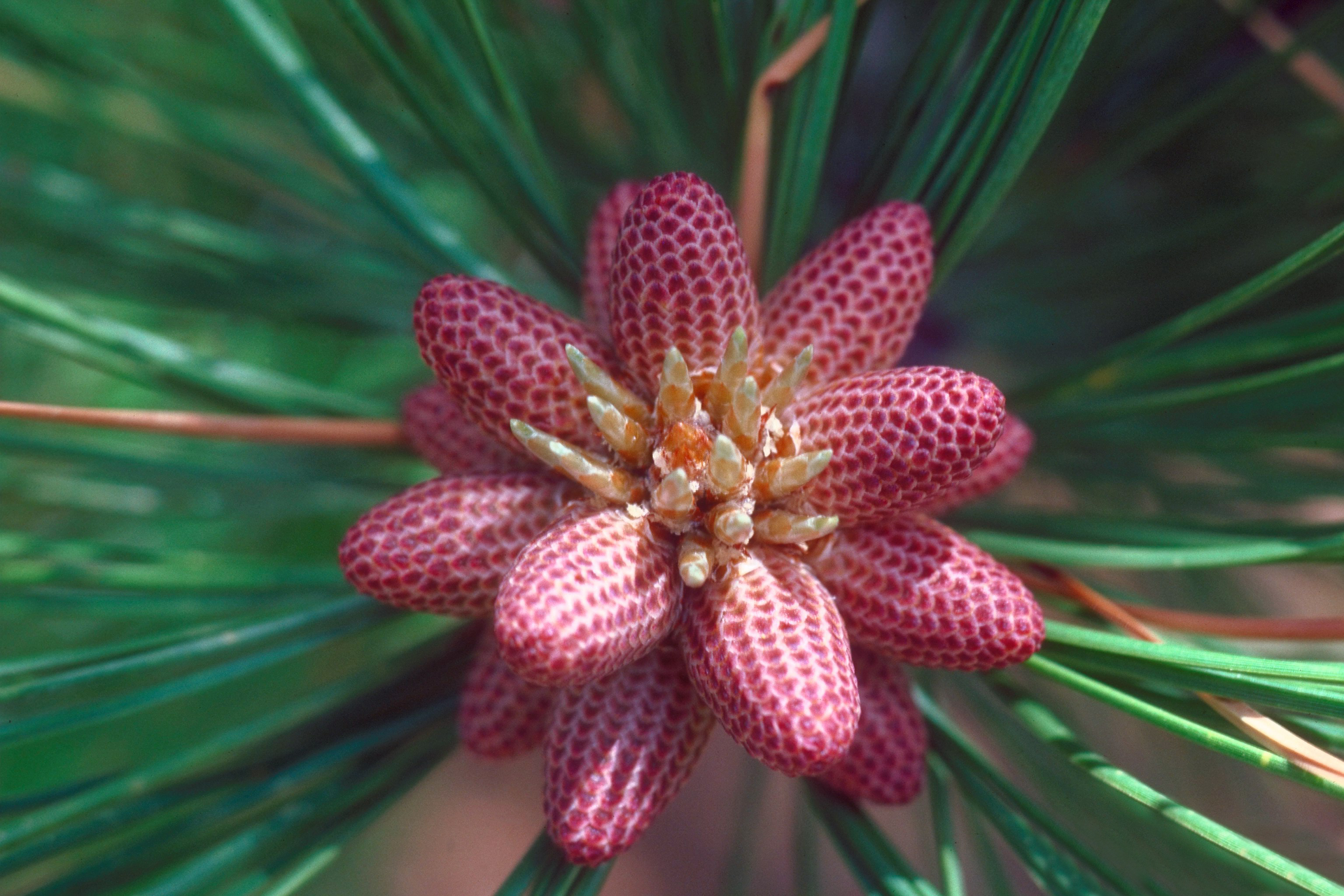
Conos masculinos inmaduros de Pinus ponderosa var. scopulorum

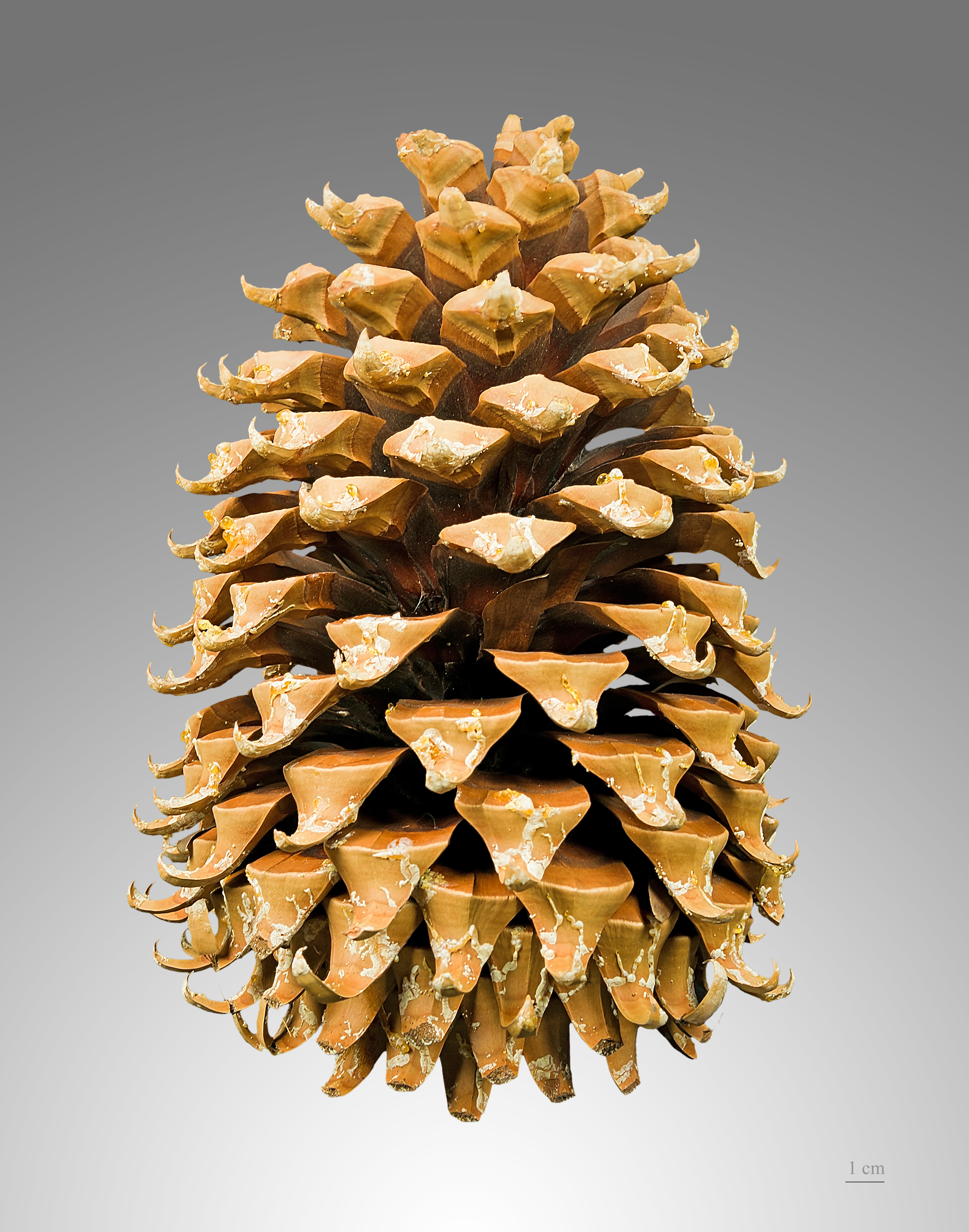
Cono femenino maduro de Pinus coulteri

La copa puede ser piramidal o redondeada y, en los árboles adultos, ancha y deprimida. Los macroblastos presentan hojas escuamiformes sin clorofila, mientras que los braquiblastos son muy cortos, con una vaina membranosa de escamas y están terminados por dos a cinco hojas lineares o acículas, con dos o más canales resiníferos cada una. Los conos masculinos se desarrollan en la base de los brotes anuales. Los estróbilos presentan escamas persistentes, siendo las tectrices rudimentarias e inclusas y las seminíferas suele presentar una protuberancia u ombligo en su parte externa (apófosis). Maduran bienal o trienalmente. Las semillas, de forma, color y tamaño variables, son ápteras o con alas articuladas o íntimamente soldadas con su testa más o menos lignificada.

## Descripción
Los pinos son árboles de hoja perenne, coníferas resinosas (o, rara vez, arbustos) que alcanzan de 3 a 80 m de altura, con la mayoría de las especies alcanzando de 15 a 45 m de altura. Los más pequeños son el pino enano siberiano y el pino piñonero de Potosí, y el más alto es un pino ponderosa de 81.8 m de altura situado en el Bosque nacional Rogue River-Siskiyou del sur de Oregón.
Los pinos son longevos y suelen alcanzar edades de 100-1000 años, algunos incluso más. El más longevo es el pino longevo (P. longaeva). Un individuo de esta especie, apodado "Matusalén", es uno de los organismos vivos más antiguos del mundo con unos 4800 años de edad. Este árbol se encuentra en las Montañas Blancas de California. Un árbol más viejo, ahora cortado, fue datado en 4900 años de edad. Fue descubierto en un bosquecillo bajo Wheeler Peak y ahora se le conoce como "Prometeo" en honor al Inmortal griego.
El crecimiento en espiral de las ramas, agujas y escamas de cono puede estar ordenado en proporciones de número de Fibonacci. Los nuevos brotes primaverales se denominan a veces "velas"; están cubiertas de escamas de yemas marrones o blanquecinas y apuntan hacia arriba al principio, para más tarde volverse verdes y extenderse hacia fuera. Estas "velas" ofrecen a los silvicultores un medio para evaluar la fertilidad del suelo y el vigor de los árboles.
|                                   |
| Hoja de pino, sección transversal |

|                                                   |
| Raíces de un pino anciano en Ystad, Suecia (2020) |

|                                                       |
| Rotomänty, el pino protegido en Lahnajärvi, Finlandia |

|                                                    |
| Pinus longaeva anciano, California, Estados Unidos |

|                                                                  |
| Un gran pino canadiense (P. strobus) en Southern Ontario, Canadá |

|                                     |
| Un pino Khasi en Benguet, Filipinas |

|                                            |
| Bosque Retorcido en Nowe Czarnowo, Polonia |

|                                                                                  |
| Bosque de pinos en Vagamon, sector sur de los Ghats occidentales, Kerala (India) |

|                                                     |
| Pino Huangshan (Pinus hwangshanensis), Anhui, China |

|                                                                      |
| Ilustración e agujas, conos y semillas de Scots pine (P. sylvestris) |

|                               |
| Conos jóvenes de pino en flor |

|                                                                                          |
| Cono femenino en desarrollo de un pino Scots en una montaña en Perry County, Pensilvania |

|                                                                                      |
| Un cono de pino femenino plenamente desarrollado recién caído del árbol (P. strobus) |

|                                           |
| Semillas del pino coreano (P. koraiensis) |

|                                                                              |
| Una quema controlada en un bosque de pino negro europeo (P. nigra), Portugal |

### Corteza

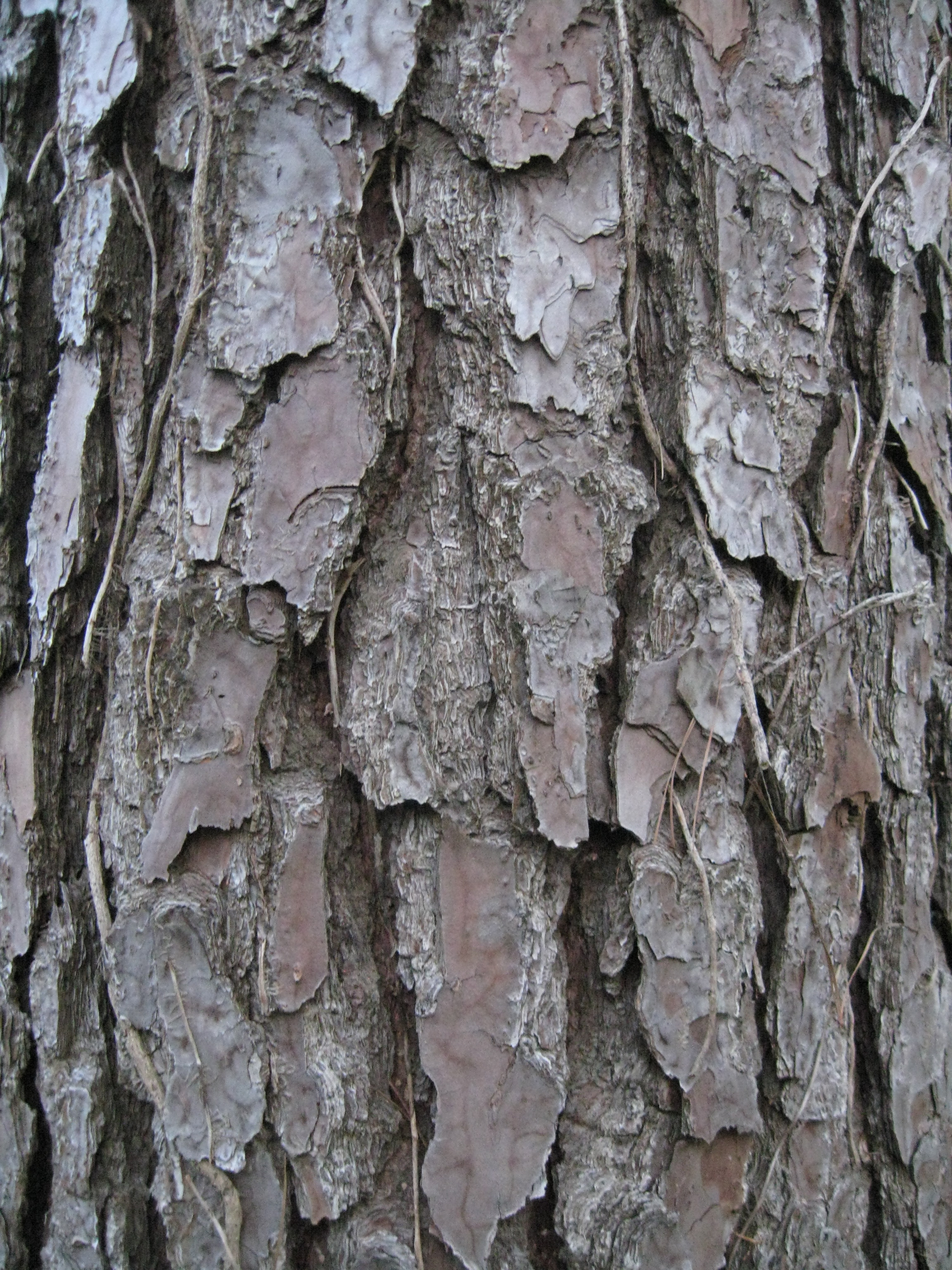
Corteza de Pinus taeda.

La corteza de la mayoría de los pinos es gruesa y escamosa, pero algunas especies tienen una corteza fina y escamosa. Las ramas se producen en "pseudo verticilos" regulares, en realidad una espiral muy apretada pero que parece un anillo de ramas que surgen del mismo punto. Muchos pinos son uninodales, produciendo sólo uno de estos verticilos de ramas cada año, a partir de yemas en la punta del nuevo brote del año, pero otros son multinodales, produciendo dos o más verticilos de ramas por año.

### Follaje
Los pinos tienen cuatro tipos de hoja:
- Las hojas de semilla (cotiledónes) en las plántulas nacen en un verticilo de 4-24.
- Las hojas juveniles, que siguen inmediatamente a las plántulas y plantas jóvenes, son 2-6 centímetros (0,8-2,4 plg) largas, simples, verdes o a menudo azul-verdosas, y dispuestas en espiral en el brote. Se producen durante seis meses a cinco años, raramente más.
- Hojas escamosas, similares a las escamas del brote, son pequeñas, marrones y no fotosintéticas, y se disponen en espiral como las hojas juveniles.
- Las agujas, las hojas adultas, son verdes (fotosintéticas) y se agrupan en racimos llamados fascículos. Las agujas pueden ser de una a siete por fascículo, pero generalmente son de dos a cinco. Cada fascículo se produce a partir de una pequeña yema en un brote enano en la axila de una hoja escamosa. Estas escamas de la yema a menudo permanecen en el fascículo como una vaina basal. Las acículas persisten entre 1,5 y 40 años, dependiendo de la especie. Si el punta de crecimiento de un brote es dañado (por ejemplo, comido por un animal), los fascículos de las acículas justo por debajo del daño generarán una yema productora de tallo, que puede entonces reemplazar la punta de crecimiento perdida.

### Conos
Los pinos son monoicos, teniendo los conos masculinos y femeninos en el mismo árbol .: 205  Los conos masculinos son pequeños, normalmente de 1-5 cm de longitud, y sólo están presentes durante un corto periodo de tiempo (normalmente en primavera, aunque en otoño en algunos pinos), cayendo tan pronto como han desprendido su polen. Los conos femeninos tardan entre 1,5 y 3 años (dependiendo de la especie) en madurar tras la polinización, y la fecundación se retrasa un año. En su madurez, los conos femeninos miden entre 3 y 60 cm de largo. Cada cono o piña tiene numerosas escamas dispuestas en espiral, con dos semillas en cada escama fértil; las escamas de la base y la punta del cono son pequeñas y estériles, sin semillas.
Las semillas son en su mayoría pequeñas y aladas, y son anemófilas (dispersadas por el viento), pero algunas son más grandes y sólo tienen un ala vestigial, y son dispersadas por pájaros. Los conos femeninos son leñosos y a veces están armados para proteger las semillas en desarrollo de los buscadores. En la madurez, los conos suelen abrirse para liberar las semillas. En algunas de las especies dispersadas por aves, por ejemplo pino blanco, las semillas sólo son liberadas por el ave al romper los conos. En otros, las semillas se almacenan en conos cerrados durante muchos años hasta que una señal ambiental provoca que los conos se abran, liberando las semillas. Esto se denomina serotinia. La forma más común de serotinia es la piriscencia, en la que una resina mantiene los conos cerrados hasta que un incendio forestal los derrite, por ejemplo en P. rigida.

## Historia
Entre los antiguos griegos y romanos el pino era el árbol favorito de Deméter o Cibeles. Los coribantes llevaban tirsos cuyos extremos eran piñas de pino. También se empleaba la piña en ceremonias del culto de Baco. A veces, se representa a Silvano con una rama de pino en la mano derecha.

## Clasificación

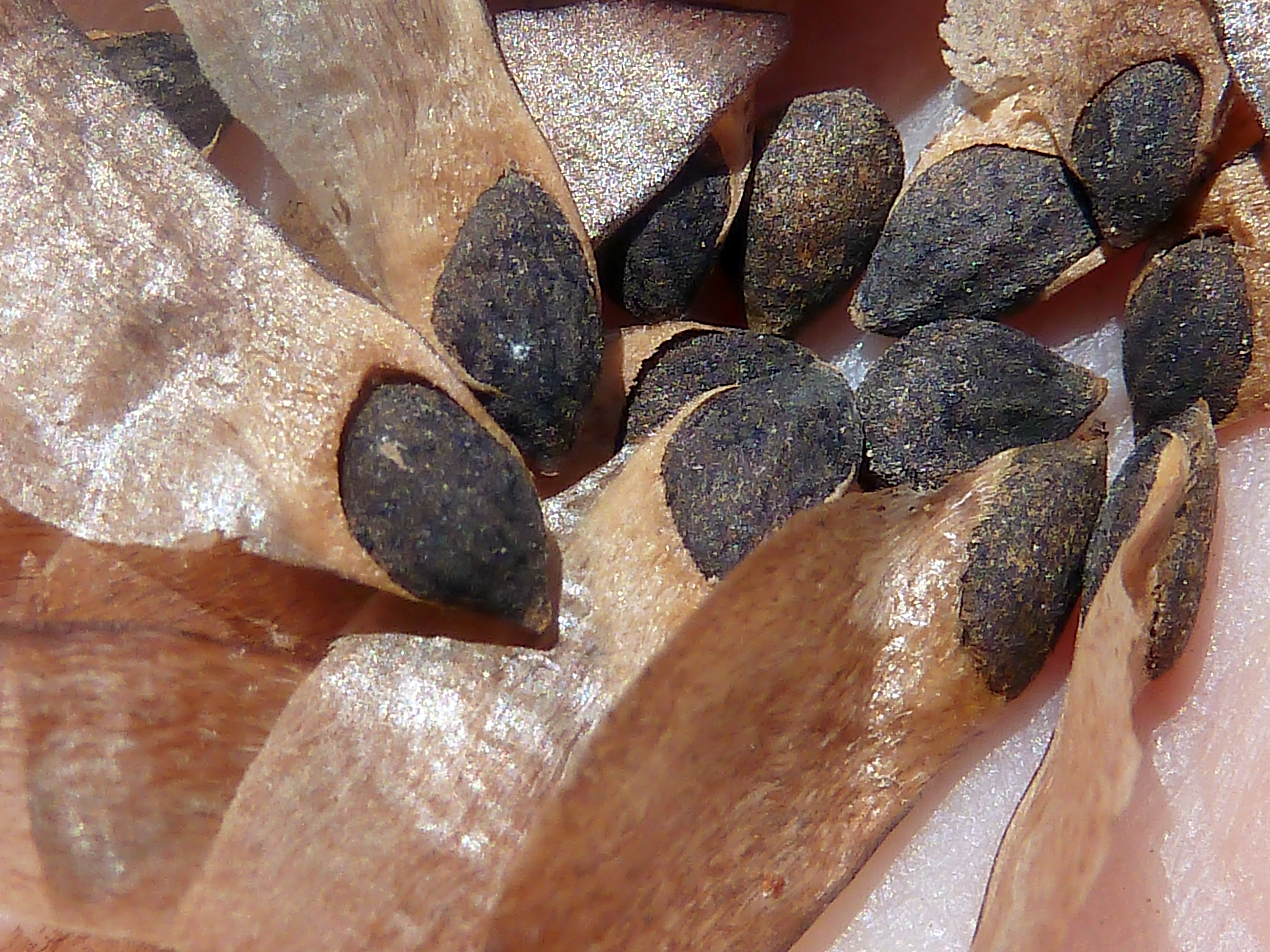
Semillas de Pinus halepensis

### SubgéneroStrobus(sin.Haploxylon)

#### Sección Strobus
Subsección Cembra
- Pinus cembra L. - Pino cembra o cembro
- Pinus koraiensis Siebold & Zucc.
- Pinus albicaulis Engelm.

Subsección Flexilis
- Pinus flexilis James
- Pinus armandii Franch.

Subsección Strobi
- Pinus strobus L. - Pino de Weymouth, pino blanco americano
- Pinus lambertiana Dougl.
- Pinus ayacahuite Ehrenb.
- Pinus wallichiana A.B.Jacks. - Pino azul del Himalaya
- Pinus peuce Griseb. - Pino de Macedonia
- Pinus parviflora Siebold & Zucc.
- Pinus monticola Dougl. ex D.Don

#### Sección Cembroides
Subsección Cembroides
- Pinus cembroides Zucc.
- Pinus monophylla Torr. & Frém.
- Pinus edulis Engelm.
- Pinus pinceana Gord.

Subsección Balfouriana
- Pinus balfouriana Jeffrey ex A.Murray
- Pinus aristata Engelm.

Subsección Gerardiana
- Pinus gerardiana Wall.
- Pinus bungeana Zucc.

#### Sección Nelsonii
- Pinus nelsonii Shaw.

### SubgéneroPinus(sin.Diploxylon)

#### SecciónPinus(sin.Sylvestris)
- Pinus sylvestris L.  - Pino silvestre, pino rojo, pino de Escocia
- Pinus mugo Turra  - Pino de montaña
- Pinus uncinata Ramond ex DC.
- Pinus hwangshanensis Hsia
- Pinus nigra Arn. ss. lt.  - Pino negral
- Pinus heldreichii Christ
- Pinus tabuliformis Carrière
- Pinus thunbergii Parl.
- Pinus densiflora Siebold & Zucc.
- Pinus kesiya Royle ex Gord.
- Pinus yunnanensis Franchet - Pino de Yunnan.
- Pinus resinosa Aiton
- Pinus tropicalis Morelet

#### SecciónPinaster
- Pinus pinaster - Pino rodeno, pino resinero.
- Pinus halepensis Mill. - Pino carrasco, pino blanco
- Pinus brutia Ten.
- Pinus merkusii Jungh. & De Vries
- Pinus latteri Mason
- Pinus roxburghii Sarg.
- Pinus canariensis - Pino canario.

#### SecciónPinea
- Pinus pinea L. - Pino piñonero

#### SecciónBanksiana
- Pinus banksiana Lamb.
- Pinus contorta Haenke

#### SecciónAustralis
- Pinus palustris Mill. - Pino de hoja larga
- Pinus caribaea Morelet
- Pinus occidentalis Swartz
- Pinus taeda L.
- Pinus echinata Mill.
- Pinus rígida Mill.
- Pinus serotina Michx.

#### SecciónLeiophylla
- Pinus leiophylla Schltdl. & Cham.
- Pinus chihuahuana Engelm.
- Pinus lumholtzii B.L.Rob. & Fernald
- Pinus teocote Schltdl. & Cham.

#### SecciónOocarpae
- Pinus pringlei Shaw
- Pinus lawsonii Roezl
- Pinus oocarpa Schiede
- Pinus radiata D.Don. Morelet (sin. P. insignis) - Pino de Monterrey
- Pinus attenuata Gord.  (sin. P. tuberculata)
- Pinus greggii Engelm.
- Pinus patula Schltdl. & Cham.

#### SecciónPonderosa
- Pinus ponderosa Dougl.  - Pino ponderosa
- Pinus arizonica Engelm.
- Pinus montezumae Lamb.
- Pinus hartwegii Lindl.
- Pinus durangensis Martínez
- Pinus pseudostrobus Lindl.
- Pinus rudis Endl.
- Pinus torreyana Parry ex. Carr.
- Pinus engelmannii Carrière
- Pinus jeffreyi A.Murray - Pino de Jeffrey
- Pinus sabiniana Dougl.
- Pinus coulteri D.Don.

## Especies por región
Existen alrededor de 110 especies de pino en el mundo. Los pinos son nativos del hemisferio norte, con solo una especie encontrada al sur del ecuador, en la isla de Sumatra (2°S, el pino de Sumatra). En Norteamérica se ubican desde los 66°N en Canadá (pino Jack) hasta los 12°N por el sur en Nicaragua (pino caribeño). Las montañas subtropicales de México albergan la mayor diversidad de especies de este género, con cerca de 47. El oeste de Estados Unidos (California) es el segundo lugar del planeta con más diversidad de pinos. En Eurasia se encuentran desde las Islas Canarias y Escocia por el Oeste hasta el lejano oriente ruso, y por el sur desde las Filipinas hasta los 70° N en Noruega y Siberia oriental (pino escocés y pino enano siberiano respectivamente). Siete especies son nativas y originarias de la península ibérica y zonas aledañas y han sobrevivido y desarrollado desde tiempos remotos. En el norte de África existen pinos en las zonas montañosas, así como en los Himalayas y en el sureste asiático. Se han introducido pinos en áreas templadas y subtropicales del Hemisferio Sur, incluyendo Argentina, Brasil, Chile, Ecuador, Uruguay, Paraguay, Nueva Zelanda y Australia, donde crecen extensamente como recurso maderero, e inclusive algunas especies se han convertido en invasoras.

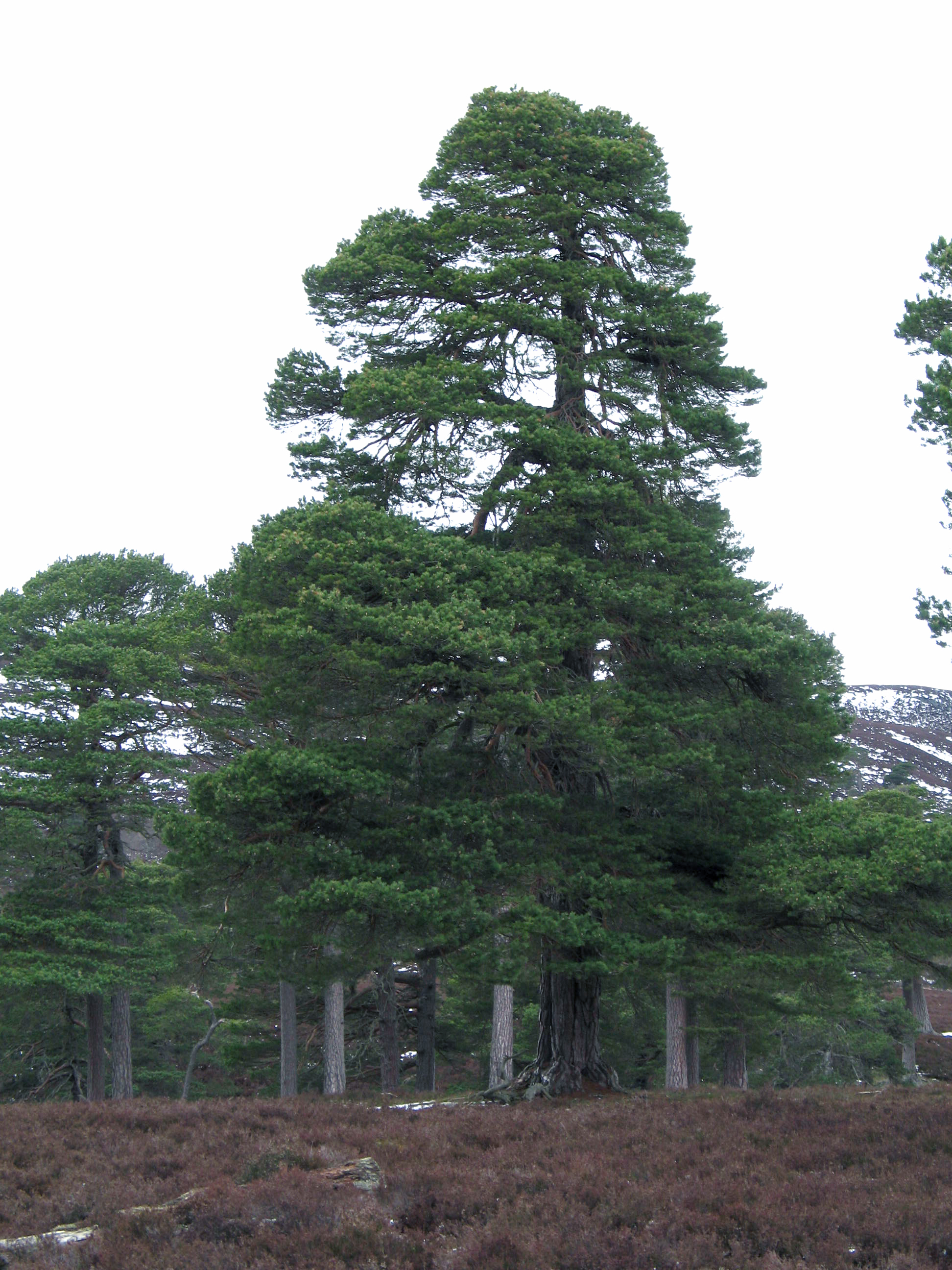
Pinus sylvestris

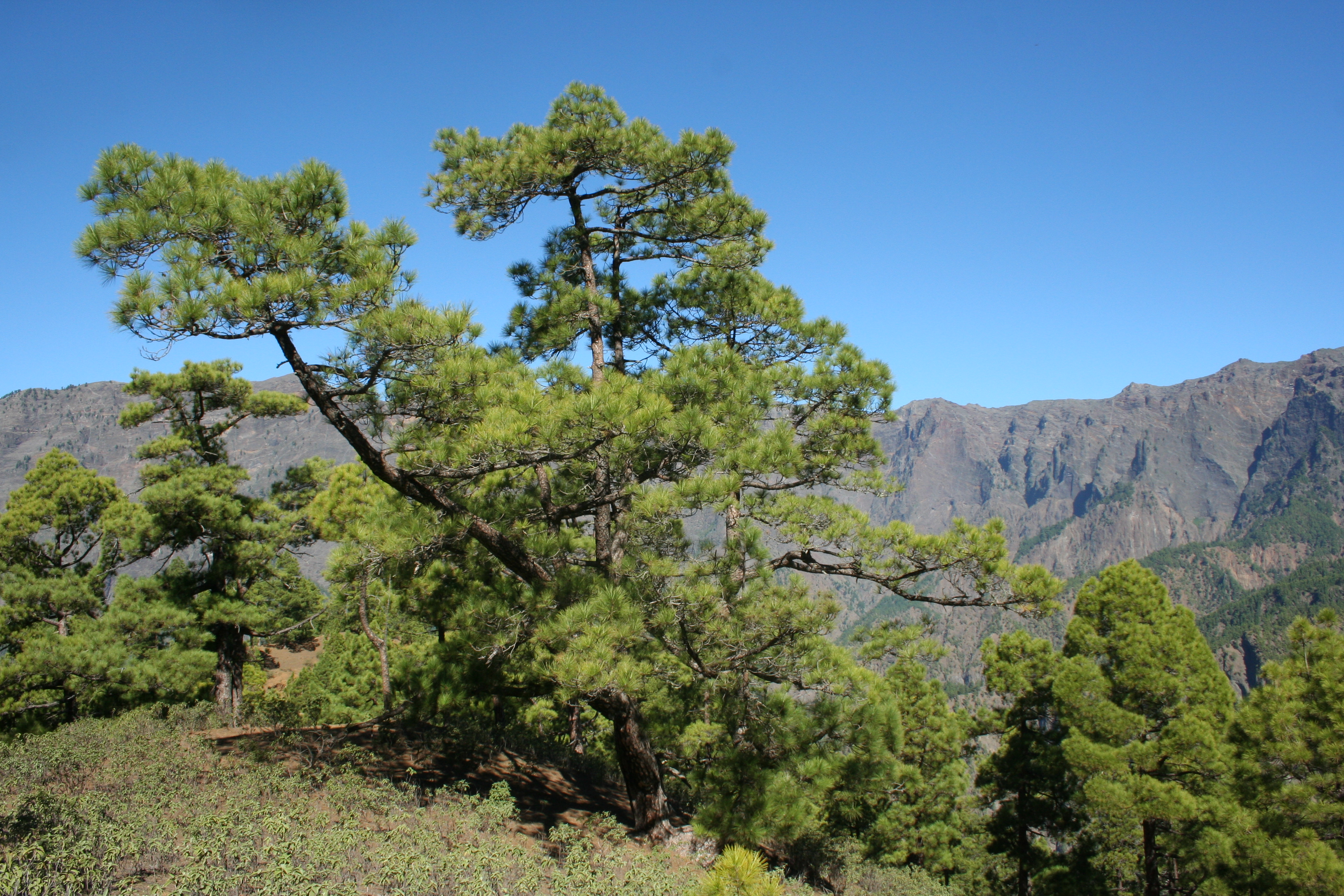
Pinus canariensis

### Europa y Asia
Región europea y mediterránea (algunos extendidos a Asia y Macaronesia).
- Pinus brutia - Pino turco.
- Pinus canariensis - Pino canario.
- Pinus cembra - Pino suizo.
- Pinus halepensis - Pino carrasco.
- Pinus heldreichii - (sin. Pinus leucodermis) Pino bosnio.
- Pinus mugo - Pino mugo.
- Pinus nigra - Pino salgareño, pino laricio.
- Pinus peuce - Pino de Macedonia.
- Pinus pinaster - Pino rodeno, pino resinero.
- Pinus pinea - Pino piñonero. Pinus pinea

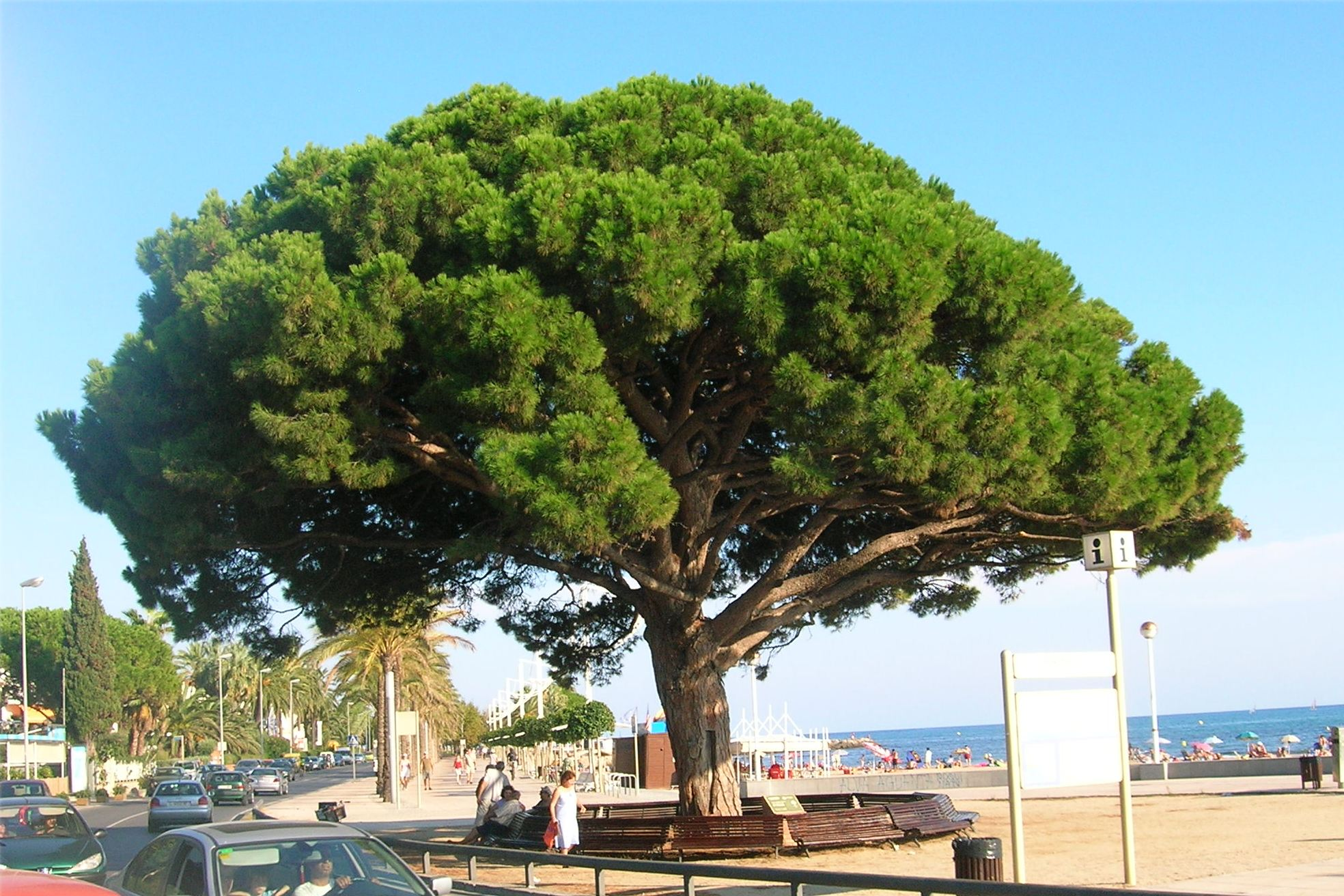
Pinus pinea

- Pinus sylvestris L. - Pino albar, pino silvestre.
- Pinus uncinata - Pino negro.

Asia
- Pinus amamiana

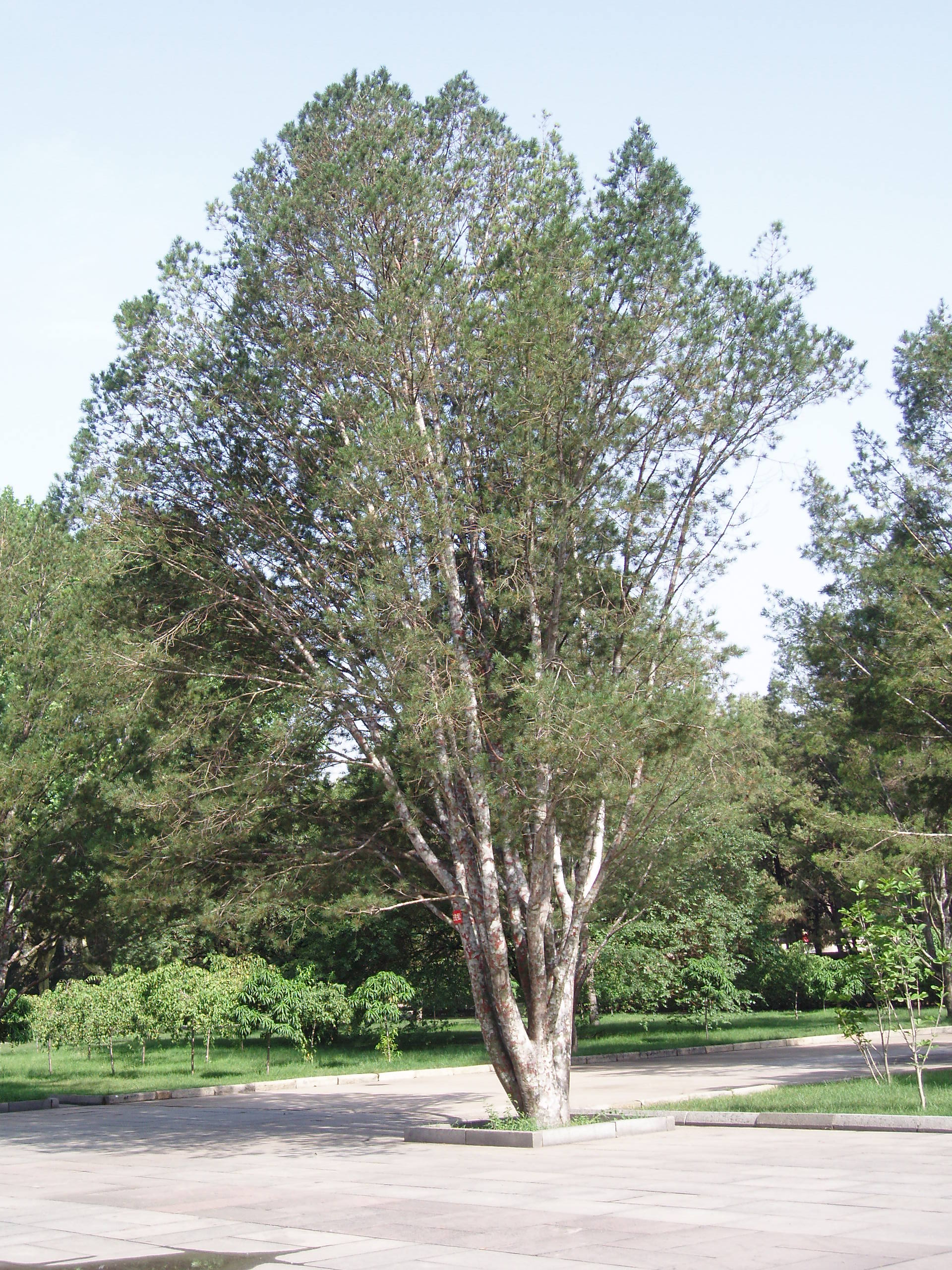
Pinus bungeana

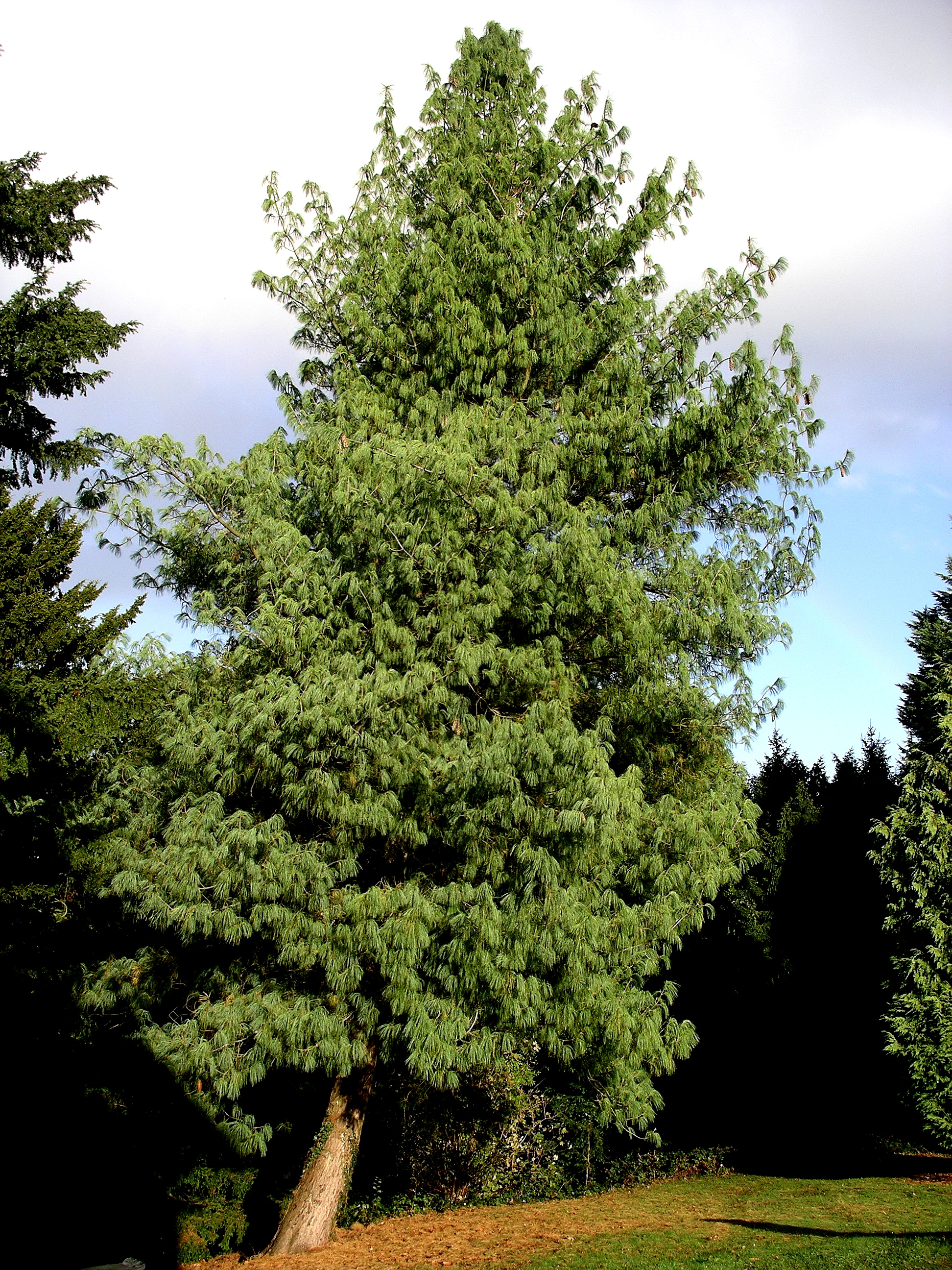
Pinus wallichiana

- Pinus armandii - Pino blanco de China.
- Pinus bhutanica - Pino blanco del Bután.
- Pinus bungeana
- Pinus dalatensis - Pino blanco del Vietnam.
- Pinus densata
- Pinus densiflora - Pino rojo del Japón.
- Pinus eremitana
- Pinus fenzeliana
- Pinus fragilissima
- Pinus gerardiana
- Pinus henryi
- Pinus hwangshanensis
- Pinus kesiya
- Pinus koraiensis
- Pinus krempfii
- Pinus latteri
- Pinus luchuensis
- Pinus massoniana
- Pinus merkusii - Pino de Sumatra.
- Pinus morrisonicola - Pino blanco de Taiwán.
- Pinus orthophylla
- Pinus parviflora - Pino blanco del Japón.
- Pinus pumila - Pino enano de Siberia.
- Pinus roxburghii
- Pinus sibirica - Pino de Siberia.
- Pinus squamata
- Pinus tabuliformis - Pino rojo chino.
- Pinus taiwanensis - Pino rojo de Taiwán.
- Pinus thunbergii - Pino negro de Japón.
- Pinus uyematsui
- Pinus wallichiana - Pino azul.
- Pinus wangii (sin. P. kwangtungensis).
- Pinus yunnanensis - Pino de Yunnan.

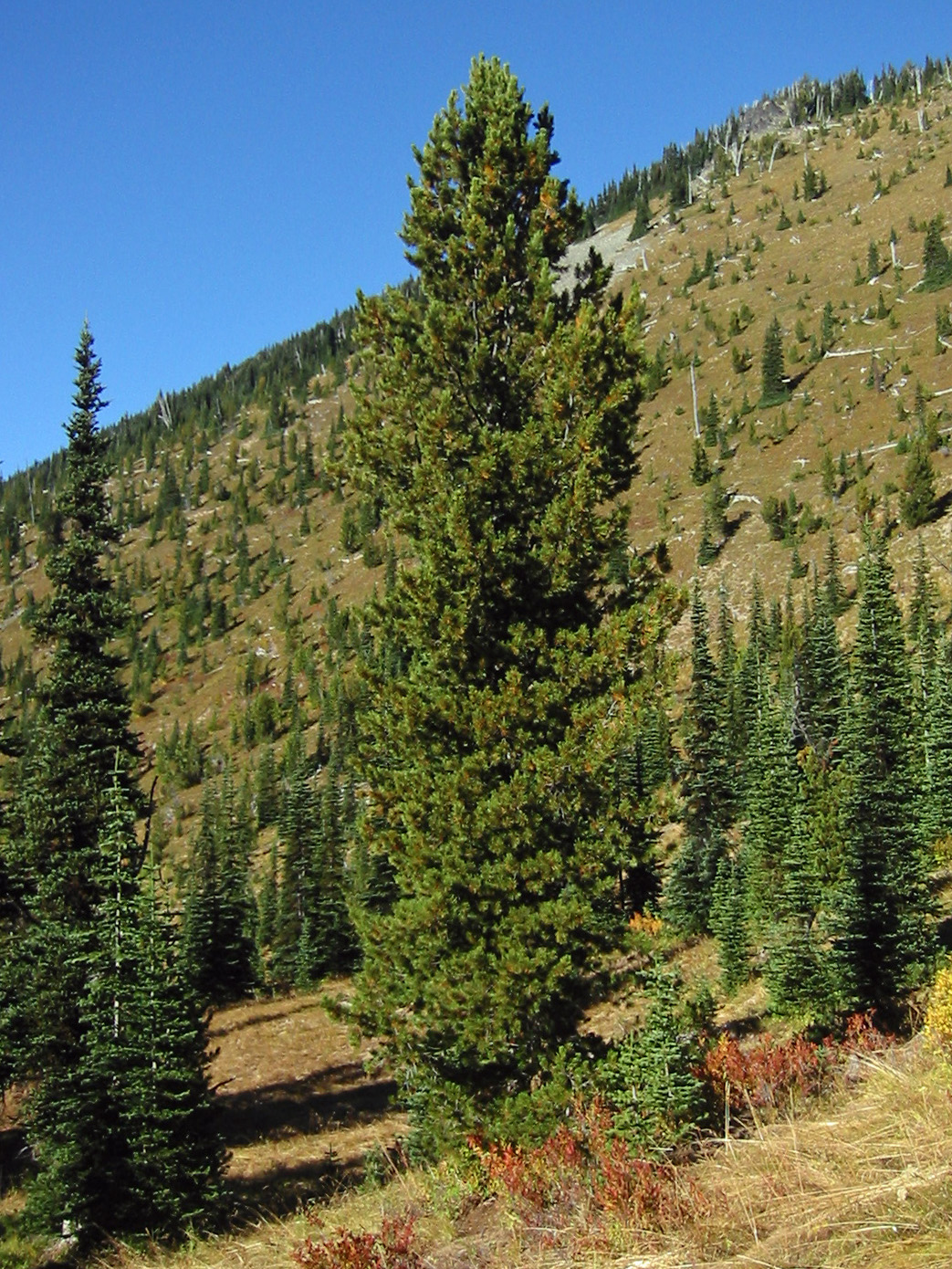
Pinus albicaulis

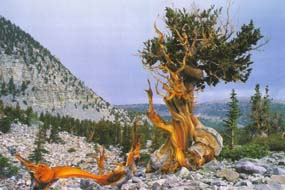
Pinus longaeva

### Norteamérica
Canadá, EE. UU. y norte de México
- Pinus albicaulis
- Pinus aristata
- Pinus attenuata
- Pinus balfouriana
- Pinus banksiana
- Pinus clausa
- Pinus contorta
- Pinus coulteri
- Pinus echinata
- Pinus edulis
- Pinus elliottii
- Pinus flexilis
- Pinus glabra
- Pinus jeffreyi
- Pinus lambertiana
- Pinus longaeva
- Pinus monophylla
- Pinus monticola
- Pinus muricata
- Pinus palustris
- Pinus ponderosa (sin. P. washoensis)
- Pinus pungens
- Pinus radiata - Pino de Monterrey
- Pinus reflexa
- Pinus remota
- Pinus resinosa - Pino rojo
- Pinus rígida
- Pinus sabineana
- Pinus serotina
- Pinus strobus
- Pinus taeda
- Pinus torreyana
- Pinus virginiana

México, Centroamérica y el Caribe.

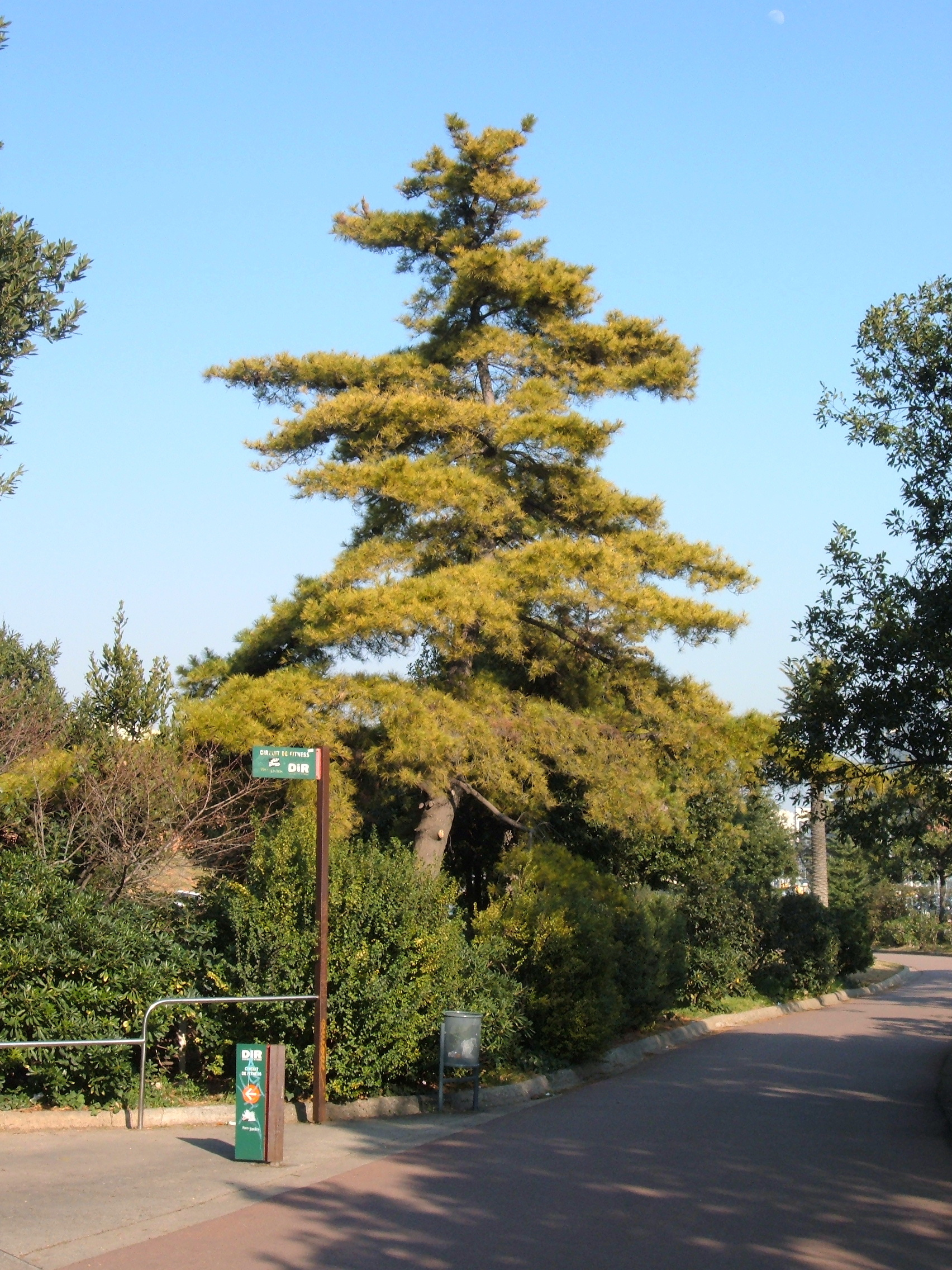
Pinus radiata

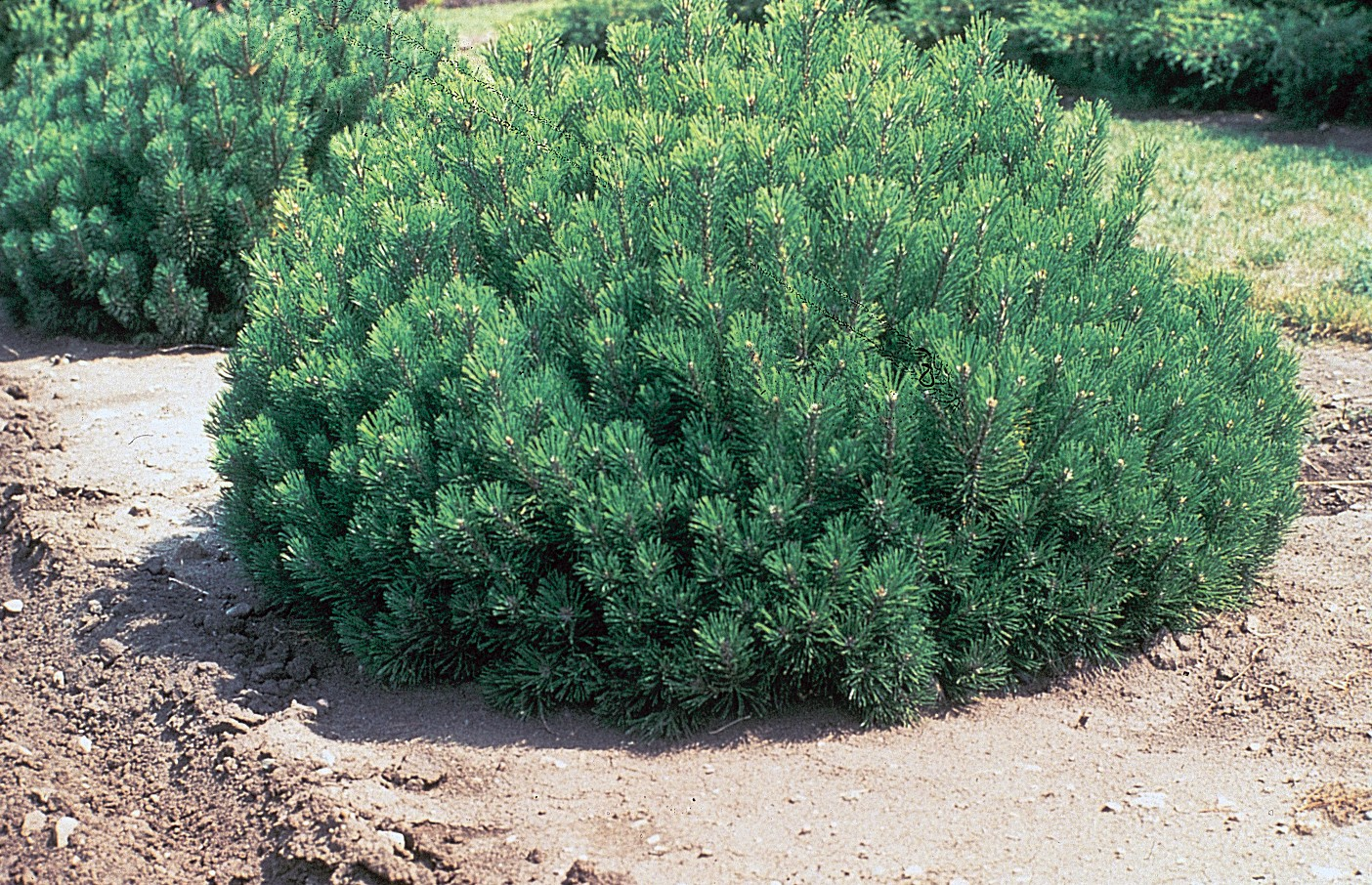
Pinus mugo

- Pinus apulcensis - Pino de Acapulco
- Pinus arizonica - Pino de Arizona
- Pinus ayacahuite - Pino blanco de México
- Pinus caribaea - Pino del Caribe
- Pinus cembroides - Pino piñonero mexicano, Piñón
- Pinus chiapensis - Pino blanco de Chiapas
- Pinus cooperi - Pino albacarrote
- Pinus cubensis - Pino de Cuba
- Pinus culminicola - Pino de Potosí
- Pinus devoniana (syn. P. michoacana) - Pino de Michoacán, Pino escobetón, Pino lacio, Pino real
- Pinus durangensis - Pino de Durango
- Pinus engelmannii - Pino Apache
- Pinus estevezii -
- Pinus georginae
- Pinus gordoniana (sin. P. douglasiana)
- Pinus greggii -
- Pinus hartwegii -
- Pinus herrerae -
- Pinus hondurensis (sin. P. caribaea var. hondurensis) - Pino de Honduras
- Pinus jaliscana - Pino de Jalisco
- Pinus johannis - Pinus tabuliformis
- Pinus lawsonii - Pino de Lawson

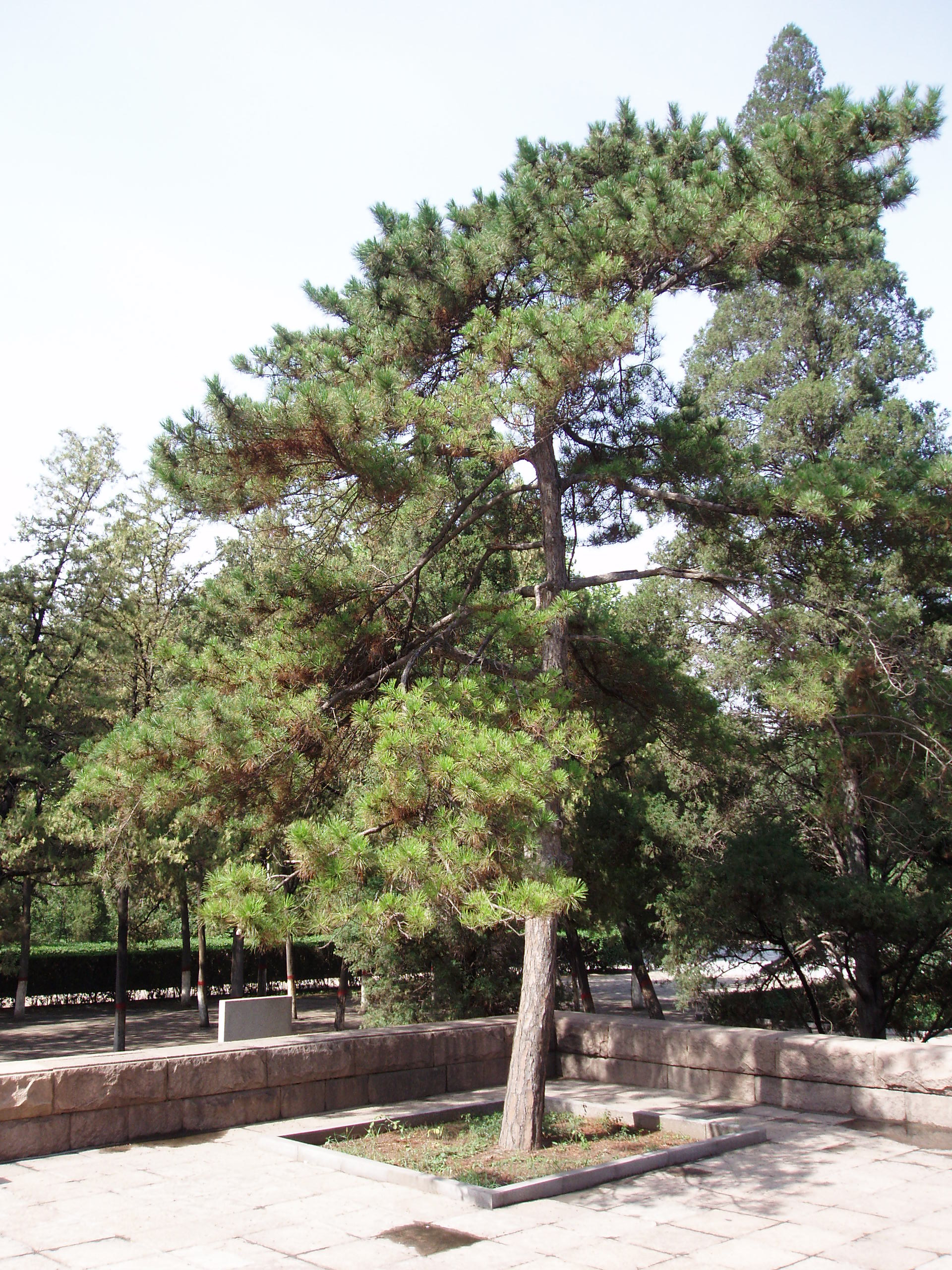
Pinus tabuliformis

- Pinus leiophylla - Pino de Chihuahua, Ocote, Pino chino
- Pinus lumholtzii
- Pinus luzmariae
- Pinus maximartinezii
- Pinus maximinoi (sin. P. tenuifolia)
- Pinus montezumae - Ocote, Ocote macho, Pino blanco
- Pinus nelsonii
- Pinus occidentalis - Pino de la isla La española
- Pinus oocarpa - Ocote, Ocote chino, Ocote macho
- Pinus patula
- Pinus orizabensis
- Pinus pinceana
- Pinus praetermissa
- Pinus pringlei
- Pinus pseudostrobus - Pino blanco, Pino ocote
- Pinus quadrifolia
- Pinus rzedowskii
- Pinus strobiformis - Pino blanco de Chihuahua
- Pinus tecunumanii
- Pinus teocote
- Pinus tropicalis - Pino Tropical